# 河井規子
河井 規子（かわい のりこ、1956年〈昭和31年〉3月30日 - ）は、日本の政治家。元京都府木津川市長（4期）、元木津町長（1期）、元木津町議会議員（4期）。父親は木津町議会議長を務めた河井末治。

## 来歴
京都府相楽郡木津町（現・木津川市）生まれ。1974年（昭和49年）、京都府立木津高等学校卒業。
1991年（平成3年）、木津町議会議員に初当選した。以後、4期連続当選。
2004年（平成16年）9月19日、木津町長に就任。
2005年（平成17年）4月1日、木津町・加茂町・山城町合併協議会会長に就任。これら3町は、2007年（平成19年）3月12日に合併し木津川市となる。河合は後援会を持たなかったため、合併の調印式を終えたあと、自分で写真撮影からポスター作成、書類の準備などを行い、4月22日実施の市長選挙に臨んだ。事務所開設も4月初めのことだったという。2候補を相手に戦い、初当選を果たした。
※当日有権者数：51,435人 最終投票率：64.36%（前回比：pts）
| 候補者名 | 年齢 | 所属党派 | 新旧別 | 得票数   | 得票率 | 推薦・支持 |
| -------- | ---- | -------- | ------ | -------- | ------ | ---------- |
| 河井規子 | 51   | 無所属   | 新     | 18,708票 | 58.38% |            |
| 田中康夫 | 67   | 無所属   | 新     | 10,571票 | 32.99% |            |
| 大西和巳 | 61   | 無所属   | 新     | 2,767票  | 8.63%  |            |

2011年（平成23年）、無投票で再選。2015年（平成27年）、3選。
2019年（平成31年）2月10日、任期満了に伴う市長選（任期満了日は同年4月25日）に立候補する意向を表明。前回選で落選した元市議の呉羽真弓を破り4選。
2023年（令和4年）1月11日、市内で記者会見を行い「体調の衰えを感じ、災害対応などの重要局面に力を発揮できるか分からない。体力の残るうちに現任期に全力であたり、退く」と述べ、4月に行われる次期市長選の不出馬を表明した。